# Lukáš Kolářík
Lukáš Kolářík (* 5. března 1984 Katovice) je český politik, v letech 2021 až 2023 náměstek ministra vnitra ČR, v letech 2017 až 2021 poslanec Poslanecké sněmovny PČR, v letech 2018 až 2022 zastupitel městyse Katovice, bývalý člen Pirátů.

## Život
Vystudoval obor elektronické počítačové systémy na střední škole v Blatné. Nějakou dobu pracoval jako servisní technik a manažer obchodu se spotřební elektronikou. V současné době je osobou samostatně výdělečně činnou v oboru správa metropolitní počítačové sítě a její rozvoj, montáže výroba a servis elektronických zařízení, servis výpočetní techniky a poradenství v tomto oboru. Je společníkem a technickým ředitelem ve firmě zabývající se poradenstvím v oblasti pokladních zařízení. Zároveň je místopředseda občanského sdružení Rally fans Katovice, má tři děti.

## Politické působení
Od roku 2013 je členem Pirátů, ve straně zastával post předsedy krajského sdružení Jihočeského kraje. V krajských volbách v roce 2016 kandidoval za Piráty do Zastupitelstva Jihočeského kraje, ale neuspěl.

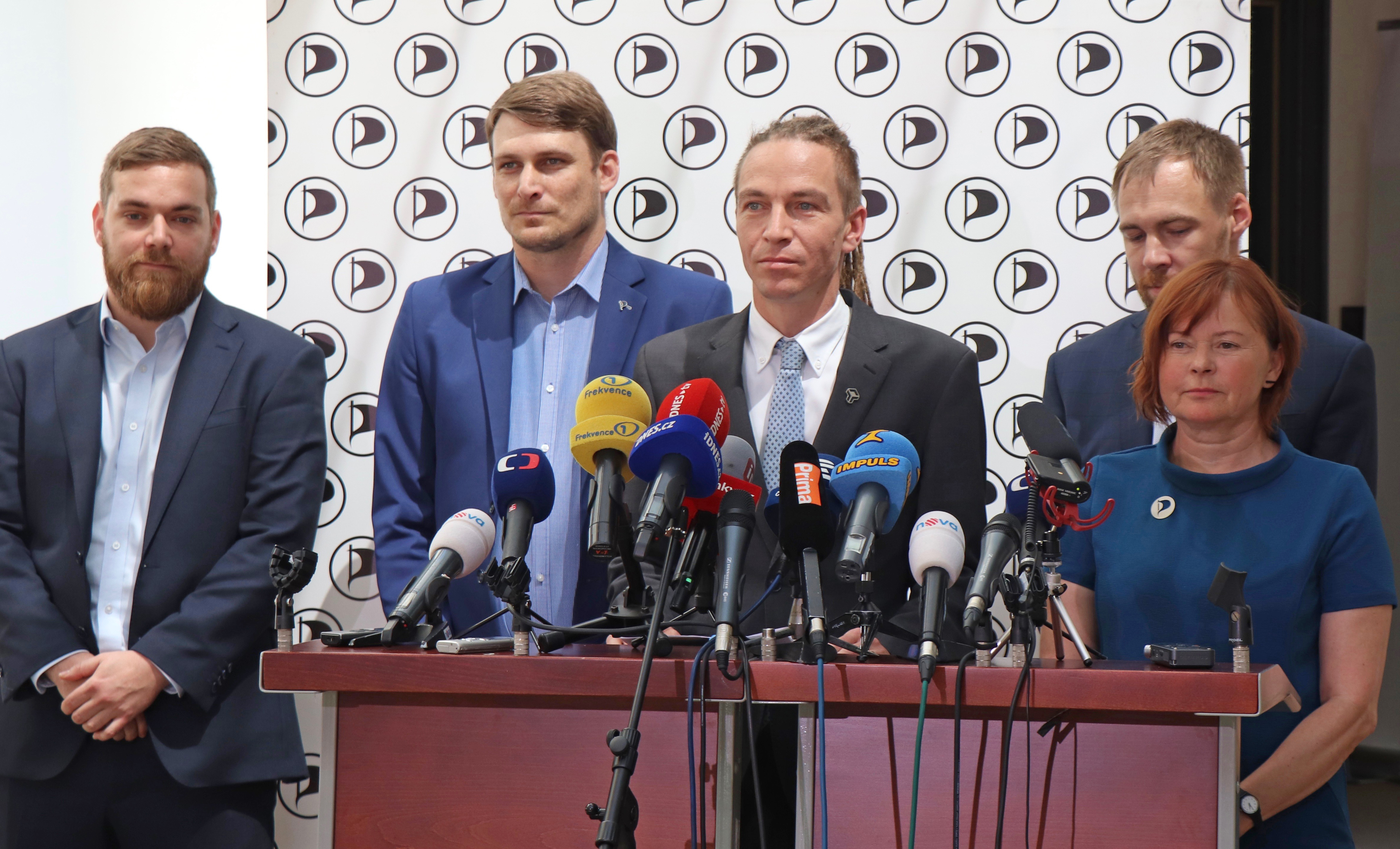
Kolářík na tiskové konferenci v červnu 2019 (druhý zleva)

Ve volbách do Poslanecké sněmovny PČR v roce 2017 byl lídrem Pirátů v Jihočeském kraji a z této pozice byl zvolen poslancem. Následně působil jako místopředseda Výboru pro bezpečnost Poslanecké sněmovny a předseda Podvýboru pro informační technologie a dávkové systémy (Výbor pro sociální politiku). Od roku 2018 byl místopředsedou poslaneckého klubu Pirátů.
Jeho prioritou bylo řešení exekucí. Snažil se  přerušit klientelistické vazby mezi velkými věřiteli a exekutory.    Byl  ve skupině čtyř poslanců, kteří přišli s návrhem zákona, jenž zakazoval dětské dluhy. Ten nakonec zamítla Legislativní rada vlády, ale vláda se jím inspirovala, připravila vlastní návrh a ten Sněmovnou prošel. Předložil novelu exekučního řádu, která by zavedla teritorialitu exekutorů a zamezila mnohonásobným exekucím. Novela přijata nebyla a Lukáš Kolařík byl prostřednictvím portálu Seznam dehonestován.
V komunálních volbách v roce 2018 byl jako člen Pirátů zvolen na kandidátce subjektu „Katovice 2.0“ zastupitelem městyse Katovice na Strakonicku. Ve volbách do krajského zastupitelstva jižních Čech v roce 2020 kandidoval z 10. místa pirátské kandidátky a stal se 1. náhradníkem.
Ve volbách do Poslanecké sněmovny PČR v roce 2021 byl z pozice člena Pirátů lídrem kandidátky koalice Piráti a Starostové v Jihočeském kraji, ale nebyl zvolen. Mandát poslance se mu tak nepodařilo obhájit.
Dne 22. prosince 2021 byl jmenován na místo náměstka ministra vnitra ČR Víta Rakušana (náměstek člena vlády, tzv. politický náměstek). Na tuto pozici však z osobních důvodů v červenci 2023 rezignoval. Rozhodnutí předcházela potyčka dvou žen. Během incidentu měl Kolářík bránit svou manželku Janu, druhou ženou měla být pracovnice ministerstva (asistentka), se kterou měl Kolářík udržovat poměr. Podle jeho vlastních slov měla asistentka jeho i manželku ohrožovat nožem. Vedení Pirátů jej následně vyzvalo, aby zvážil působení ve stranických funkcích, a vytklo mu, že problém řešil pozdě.
V komunálních volbách v roce 2022 již do zastupitelstva městyse Katovice nekandidoval.